# مگس‌های سرپهن
مگس‌های سرپهن (نام علمی: Gobryidae) نام یک تیره از راسته مگس است.